# Ferrari 159 S
De Ferrari 159 S  is een raceauto van het Italiaanse automerk Ferrari.
De 159 S debuteerde op 15 augustus 1947 op het Pescara Circuit en kende een minder succesvolle carrière dan zijn voorganger, de 125 S. De 159 S werd al snel vervangen door de 166 S.
Het onderstel van de 159 S leek sterk op dat van de 125 S, de V12 was echter vergroot van 1,5L naar 1,9L. Deze motor produceerde 125 pk bij 7.000 tpm.